# هفت گناه کبیره

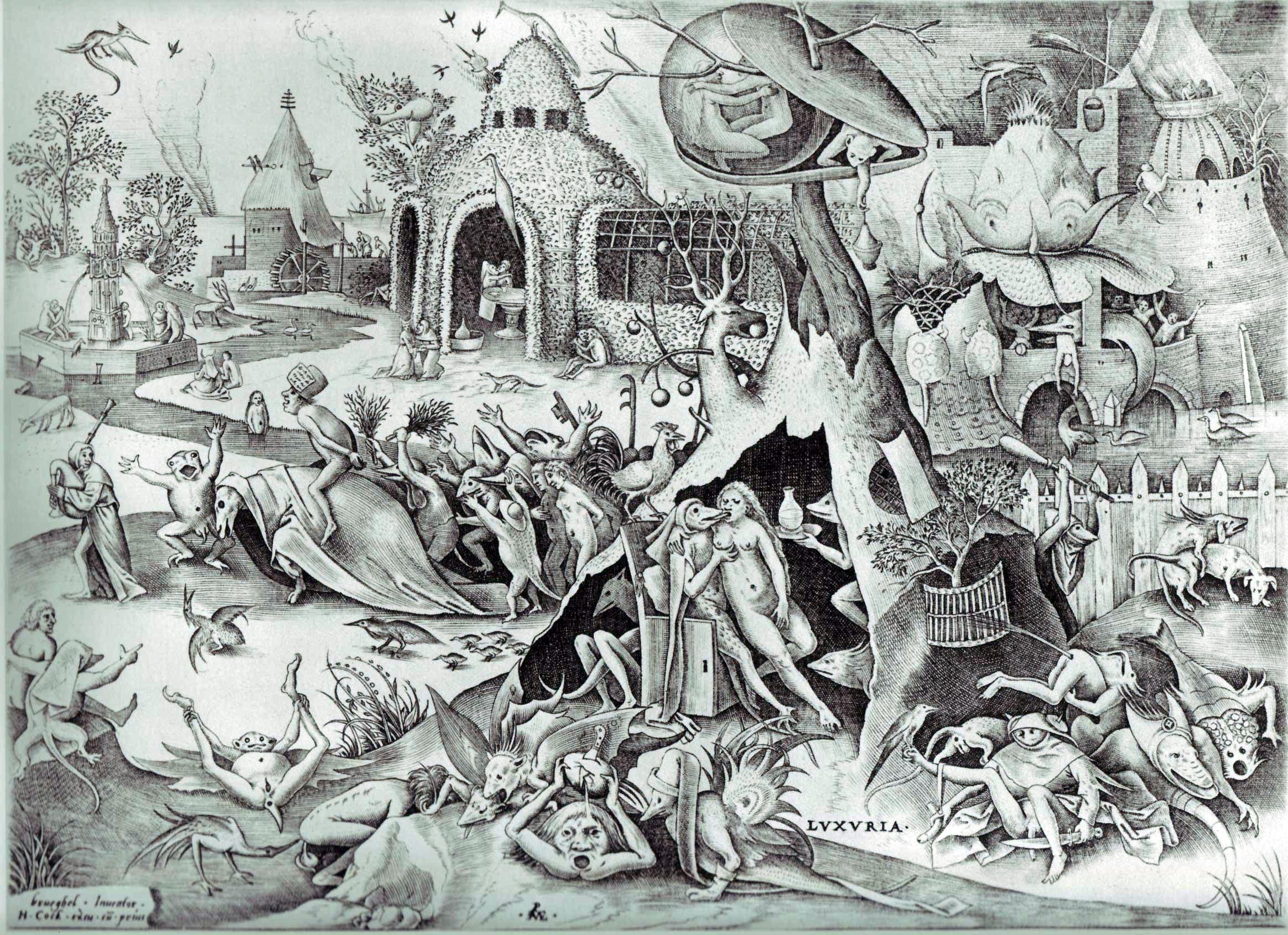
۷ گناه مرگبار، اثر پیتر بروگل

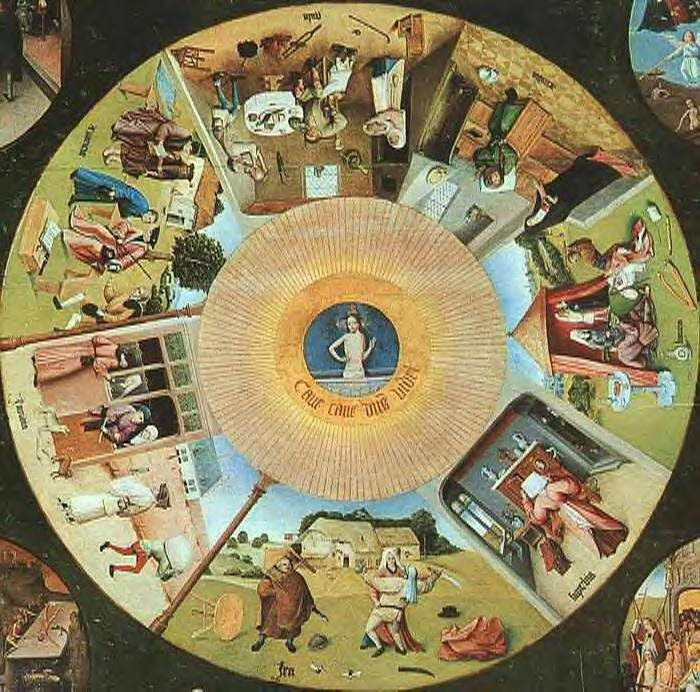
نگاره‌ای هفت گناه کبیره اثر هیرونیموس بوش

هفت گناه کبیره یا هفت گناه مهلک (به انگلیسی: Seven deadly sins) در الهیات کاتولیک گناهانی هستند که ارتکاب آنها مجازات دوزخ را به‌دنبال خواهد داشت.

## پیشینه
در آغاز عصر مسیحیت، راهبی یونانی به نام اواگریو دُ پونتو فهرستی از هفت گناه کبیره ارائه داد تا تمایلات منفی اصلی انسان را تعریف کند. ارتکاب هرکدام از این گناهان، می‌توانست انسان را به جهنم محکوم کند. پاپ گرگوری اولین تغییرات را در قرن شانزدهم در فهرست گناهان کبیره داد و فهرستی هفتگانه و رسمی از این گناهان منتشر کرد. در فهرست او، «اندوه» دیگر گناه محسوب نمی‌شد و جایش را به «شکم پرستی» داد. این گناهان عبارتند از:
۱. شهوت (Lust)
۲. شکم‌پرستی (Gluttony)
۳. طمع (Greed)
۴. کاهلی (Sloth)
۵. خشم (Wrath)
۶. رشک (Envy)
۷. غرور (Pride)
هفت گناه کبیره از موضوعات مورد علاقه در وعظ و خطابه‌ها، نمایشنامه‌های اخلاقی و هنر اروپای قرون وسطا بوده‌ است.

## هفت گناه کبیره در هنر
- هفت گناه کبیره (فیلم ۱۹۵۲)
- هفت گناه کبیره (فیلم ۱۹۶۲)
- هفت گناه کبیره و چهار امر واپسین
- هفت (فیلم ۱۹۹۵)
- شزم! (فیلم)
- شازده کوچولو
- هفت گناه کبیره (مانگا)
- کیمیاگر تمام فلزی
- ری:زیرو